# Мятас, Кевин
Кевин Мятас (эст. Kevin Mätas; 26 октября 1999, Таллин) — эстонский футболист, нападающий.

## Биография
Воспитанник клуба «Флора» (Мярьямаа) и таллинских «Опери ЯК», «Коткад», «Нымме Юнайтед». Взрослую карьеру начал в 2016 году в составе «Нымме Юнайтед» во второй лиге Эстонии (четвёртый дивизион) и в первом сезоне стал лучшим бомбардиром турнира, забив 38 голов в 25 матчах. На следующий год стал победителем зонального турнира второй лиги и четвёртым бомбардиром (20 голов в 20 матчах). Однако после двух успешных сезонов перешёл дивизионом ниже — в команду третьей лиги «Запооз». В 2019 году вернулся в «Нымме Юнайтед» и стал победителем первой лиги Б (третий дивизион). В 2020 году стал лучшим снайпером первой лиги (22 гола) и третьим призёром турнира.
В 2021 году перешёл в клуб «Таммека» (Тарту). Дебютный матч в высшей лиге Эстонии сыграл 20 марта 2021 года против «Курессааре», заменив на 86-й минуте Тристана Коскора, и через две минуты забил свой первый гол. Вскоре стал игроком стартового состава «Таммеки». В сезоне 2022 года забил 10 голов, стал лучшим снайпером своего клуба и вошёл в десятку бомбардиров чемпионата.
Провёл один матч за молодёжную сборную Эстонии — 17 ноября 2020 года в игре отборочного турнира молодёжного чемпионата Европы против Болгарии заменил на 76-й минуте Стена Рейнкорта.